# Niels Duffhuës
Niels Duffhuës (Oss, 8 de Janeiro de 1973) é um cantor e músico neerlandês. Foi guitarrista da banda The Gathering no álbum Almost a Dance, lançado em 1993. Depois disso fez parte das bandas U-Charger, Enos e Blimey!. Em 2001 iniciou uma carreira a solo, tendo lançado três álbuns.
Estudou História durante um ano e frequentou o curso de empresário cultural, que não chegou a concluir.

## Discografia
- The Gathering - Almost a Dance (1993)
- Enos - Tremolo (2000)

### Álbuns a solo
- Piranesi's Rome (2001)
- Jacky the Stripper (2002)
- Harem (2005)